# Rhenser Mineralbrunnen

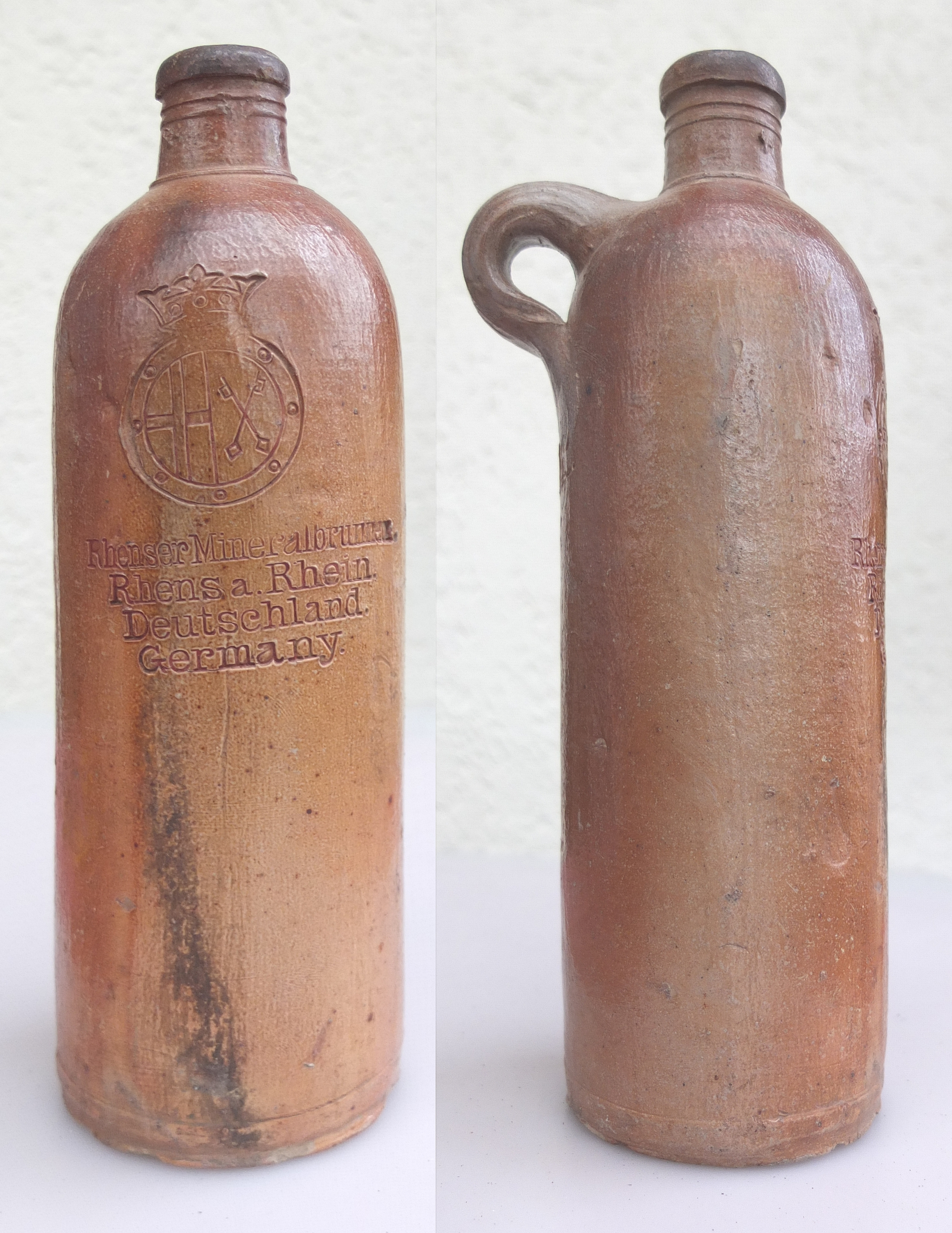
Mineralwasserflasche „Rhenser Mineralbrunnen“ mit dem Stadtwappen von Rhens, 19. Jahrhundert

Die Rhenser Mineralbrunnen GmbH ist ein deutscher Hersteller von alkoholfreien Getränken in Rhens. Der Ursprung des Unternehmens liegt im späten 16. Jahrhundert. Seit Mitte des 19. Jahrhunderts wird in Rhens Mineralwasser in Flaschen abgefüllt und vertrieben.

## Geschichte

### Von den Anfängen bis zum Ende des 19. Jahrhunderts
Älteste Urkunde über die Existenz des Rhenser Brunnens ist eine Tagebucheintragung von 1577, in der der Nürnberger Kaufmann Sebald Welser den „Sauerbrunnen“ beschrieb, den er auf einer seiner Studienreisen kennen gelernt hatte. In dem 1584 erschienenen Buch Neuw Wasserschatz betont der Arzt und Reiseschriftsteller Jakobus Theodorus Tabernaemontanus aus Bergzabern die Heilwirkung des Wassers. Im Jahr 1784 wurde die Quelle durch ein Hochwasser zugeschüttet und erst 1857 wieder freigelegt.
Im Jahr 1862 kaufte der Ingenieur Heinrich Schwarz die Quelle mit dem dazugehörigen Gelände und nutzte sie. Das Wasser wurde in Handarbeit und in den ersten Jahren in Flaschen aus gebranntem Ton abgefüllt; 1870 waren es 30.000 Stück und 1880 schon 500.000 Flaschen, die in Weidenkörben verpackt vertrieben wurden. Am 7. April 1883 übernahm der Bergwerksbesitzer Victor Friedrich Meyer aus Limburg zusammen mit seinen Söhnen Fritz und Carl Meyer den Betrieb und steigerte den Absatz auf genau 5.000.062 Flaschen im Jahr 1899. Die Firma lautete Rhenser Mineralbrunnen Fritz Meyer & Co.

### 20. Jahrhundert

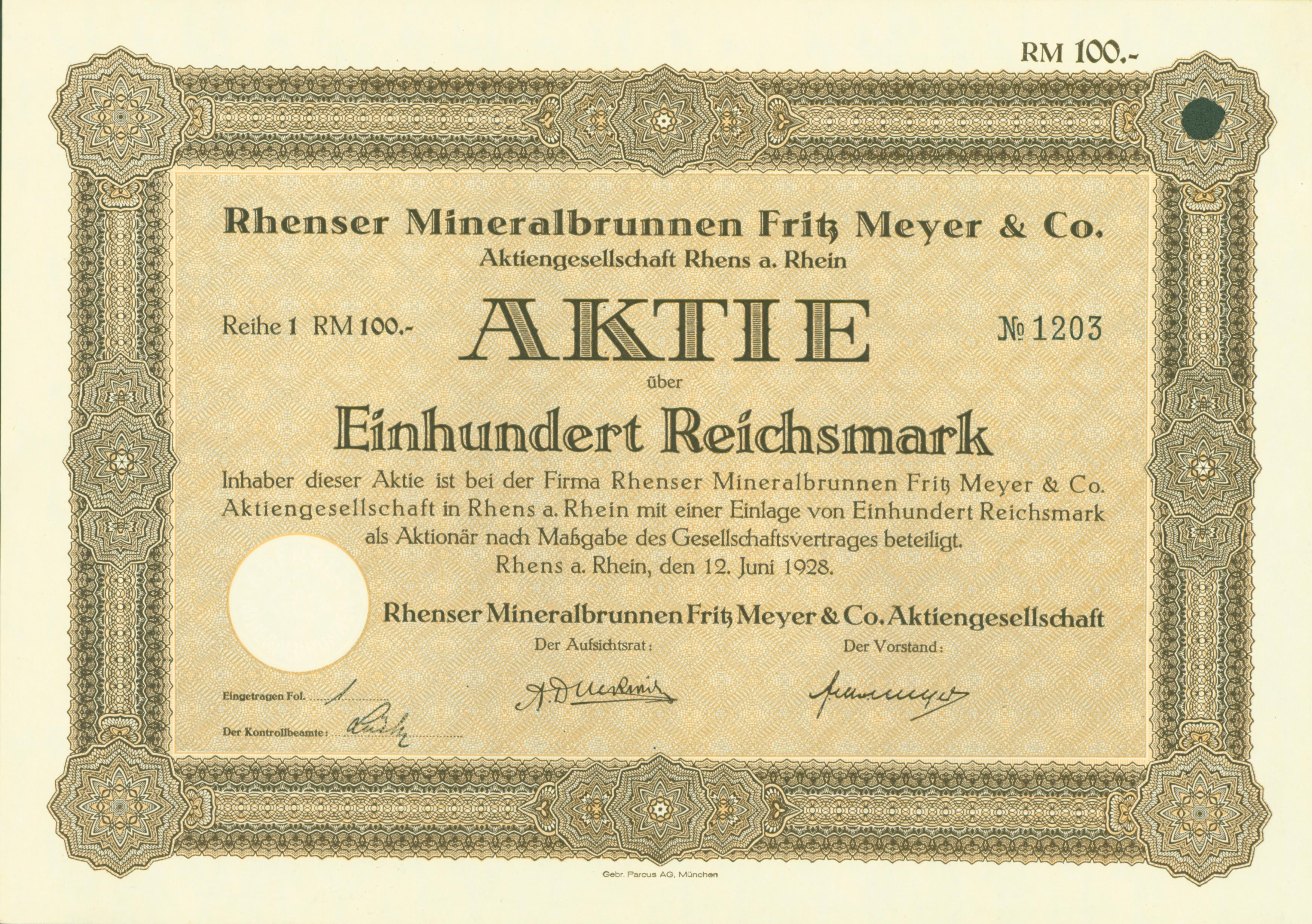
Aktie über 100 RM der Rhenser Mineralbrunnen Fritz Meyer & Co. AG vom 12. Juni 1928

Nach dem Ersten Weltkrieg wurde das Unternehmen ausgebaut, unter anderem 1918 eine Niederlassung in New York gegründet, die jedoch den Zweiten Weltkrieg nicht überdauerte, und 1922 in eine Aktiengesellschaft umgewandelt; Reichsbank und Discontobank waren Teilhaber. Neue Produktionsstätten kamen hinzu und weitere Brunnenbetriebe wie 1923 die Selterser Quellen in Selters an der Lahn wurden gekauft, sodass 1949 dem Firmennamen der Zusatz „Die blauen Quellen“ hinzugefügt wurde. 1943 war mit 23 Millionen Flaschen ein Höchststand der Produktion erreicht worden. Ob und inwieweit dieser Erfolg im Zweiten Weltkrieg trotz Arbeitskräftemangels auch durch den Einsatz von Zwangsarbeitern und Zwangsarbeiterinnen zustande kam, ist nicht belegt.
Der Zweite Weltkrieg hatte die Entwicklung gestoppt, Betriebsgebäude, Maschinen und Geschäftsausstattung waren zerstört und zwei betriebseigene Rheinschiffe versenkt worden. Dennoch lag die Jahresproduktion 1958 schon bei 40 Millionen Flaschen. Rhenser Mineralwasser wurde in ganz Deutschland verkauft sowie ins europäische Ausland und nach Übersee exportiert. 1958 war der Rhenser Mineralbrunnen auf der Weltausstellung in Brüssel vertreten.
Von 1974 bis 2006 gehörten die „Blauen Quellen“ (Blaue Quellen Mineral- und Heilbrunnen AG) in Rhens zum Nestlé-Konzern. Danach übernahmen die Vorstandsmitglieder von Nestlé-Waters, Hans-Achim Daschmann und Egon Heckmann, das Unternehmen und führten es in die Eigenständigkeit zurück. Seit März 2006 boten sie Rhenser Mineralwasser-Produkte erstmals in PET-Mehrwegflaschen an und 2007 kam eine Anlage für Kunststoff-Einwegflaschen hinzu. Für die Beschäftigung älterer Mitarbeiter und die Wiedereingliederung von Langzeitarbeitslosen zeichnete der Bundesminister für Arbeit und Soziales den Rhenser Mineralbrunnen als „Unternehmen mit Weitblick“ aus.
Die Umstellung auf die Kunststoffflaschen bzw. der Bau einer neuen Abfüllanlage war möglicherweise ein Grund dafür, dass das Unternehmen in wirtschaftliche Schwierigkeiten geriet und 2016 Insolvenz in Eigenverwaltung anmeldete. Nach der Insolvenz übernahmen 2017 die Gebrüder Friedrich und Christian Berentzen sowie Ingrid Königs, eine Nichte von Hans Riegel (Haribo), den Rhenser Mineralbrunnen. Zu dieser Zeit beschäftigte das Unternehmen 128 Mitarbeiterinnen und Mitarbeiter. Im ersten Corona-Jahr 2020 verkaufte Rhenser 115 Millionen Füllungen, obwohl der Mineralwasserkonsum seit 2016 und auch während der Coronakrise rückläufig war. Friedrich Berentzen starb am 19. Februar 2023 unerwartet im Alter von 56 Jahren. Alleiniger Geschäftsführer wurde danach sein Bruder Christian Berentzen.
Im Februar 2024 wurde bekannt gegeben, dass der Rhenser Mineralbrunnen die Markenrechte der insolventen Koblenzer Brauerei (Koblenzer Bräu, Koblenzer Pils/Radler) übernommen hat. Die Biere werden nun unter Lizenz und mit neuem Design bei der Brauerei Königshof in Krefeld produziert.

## Produkte
Das Programm umfasst Mineralwässer wie „Classic“, „Medium“ und „Naturell“ in den verschiedensten Gebinden sowie sogenannte WasserPlus-Getränke. Bei Letzteren ist der Zucker inzwischen gegenüber früheren Rezepturen mit Rücksicht auf das Gesundheitsbewusstsein der Verbraucher stark reduziert oder es wird völlig auf Zucker und Süßstoffe verzichtet. Der Zuckergehalt der 1955 auf den Markt gebrachten Limonade Silvetta wurde 2019 um etwa 20 % verringert.
Am 10. Februar 2022 nahm das Unternehmen als erster Mineralwasserbrunnen eine Anlage in Betrieb, in der Mineralwasser und andere Getränke in Tetra Paks abgefüllt werden. Bis zu 9000 Abfüllungen in der Stunde sind möglich. Die Verpackung wird zu fast 90 % aus nachwachsenden Rohstoffen hergestellt und ist zu 100 % recyclingfähig. Mit der Inbetriebnahme der Tetra-Top-Abfüllanlage verfügt der Rhenser Mineralbrunnen über vier Abfüllstraßen, sodass die Produkte jetzt in Glas-Mehrweg, PET-Mehrweg, PET-Einweg und in der Kartonflasche verkauft werden können.
Rhenser Mineralwasser wird auch unter den Marken „Perling“ sowie „Wasserglück“ und „Löschwasser“ in der Tetra-Kartonflasche verkauft. Letzteres entstand aus einer Idee des Rhenser Mineralbrunnens und des Nachrichtenportals 56Aktuell als Erfrischungsgetränk während Feuerwehreinsätzen; 10 % des Verkaufserlöses aus diesem Produkt erhalten die Bambini- und Jugendfeuerwehren in Rheinland-Pfalz.
Zweitmarken sind „Aquarissima“ und „Klosterquelle“.
Seit Februar 2024 gehören die Biermarken Koblenzer Pils/Radler sowie Koblenzer Bräu zum Mineralbrunnen, nachdem diese aus der Insolvenzmasse der Brauerei Koblenz erworben wurden.

## Sonstiges
Am Eingang des Verwaltungsgebäudes gibt es einen Trinkbrunnen, an dem sich Wanderer und Fahrradtouristen kostenlos erfrischen können. Bei der Eröffnung der neuen Abfüllanlage kündigte Friedrich Berentzen an, dass der Rhenser Mineralbrunnen und Tetra Pak den kompletten Erlös aus dem Verkauf der ersten 50.000 Verpackungen karitativen Zwecken zur Verfügung stellen.